# Scott the Woz
Scott the Woz är en komediserie på YouTube av den amerikanska youtubern Scott Wozniak. Serien blandar TV-spelshistoria och recenserande med sketchkomedi, med flertalet återkommande karaktärer spelade av Wozniak och hans vänner.
Förutom att avsnitt visas via YouTube-kanalen med seriens namn visades även hopklipp av avsnitt på den amerikanska tv-kanalen G4 mellan 2021 och 2022.

## Bakgrund
Efter att ha gjort flertalet klipp som liten började Wozniak lägga upp klipp på YouTube under 2016. Hans första video på kanalen släpptes 22 juli 2016 och kallades The Internet and You. Sketchen var ett projekt Woziak och en vän gjorde som en skoluppgift mot slutet av college. Själva serien Scott the Woz startades i december 2016 med videon Nintendo Switch Wish List - Scott The Woz. Efter detta släpptes nya avsnitt nästintill veckovis.

## Typer av avsnitt

### Vanliga avsnitt
Till stor del är varje avsnitt centrerat runt något spel-relaterat. Ett visst spel kan vara i fokus, en hel spelserie, en genre, kontroller, en viss konsol eller liknande.

### Serier i urval

#### Nintendo Switch: ...Years In[7]
En återkommande miniserie som tar en titt på en stor mängd av titlar släppta till Nintendo Switch under det gångna året. Dessa videos har släppts en om året sedan konsolen släpptes, samt en video endast tre dagar efter släppet.

#### The WiiWare Chronicles[8]
En serie i fem avsnitt mellan Mars 2018 och Januari 2019 som går igenom titlar för Nintendo Wii släppta i underkategorin WiiWare på konsolens digitala butik Wii Shop Channel.

#### The Dark Age of Nintendo[9]
Serie i tre delar släppt under 2020. Serien går igenom tre spel av Nintendo släppta 2015; "Animal Crossing: amiibo Festival", "Mario Tennis: Ultra Smash" och "Chibi-Robo! Zip Lash". Dessa titlar släpptes nära varandra i tid sett och samtliga tre mottogs medelmåttigt eller negativt.

## Välgörenhet
Varje år håller Wozniak en insamling till välgörenhet vid namn "Mechandise for Charity Bonanza". Vid dessa säljer han under en begränsad tid diverse varor såsom kläder med tryck tagna från serien, och efter tiden är ute doneras all vinst till välgörenhetsorganisationerna Critical Care Comics och Children's Miracle Network Hospitals.

## Medverkande i urval[14]

### Återkommande roller
| Skådespelare           | Karaktärer i urval                        |
| ---------------------- | ----------------------------------------- |
| Scott Wozniak          | sig själv                                 |
| Sam Essig              | Jeb Jab                                   |
| Eric Turney            | Rex Mohs                                  |
| Joe Robertson          | Terry Lesler                              |
| Dominic Mattero        | Wendy's Employee († 2020) Target Employee |
| Justin Womble          | Jerry Attricks                            |
| Jeffrey Pohlman-Beshuk | Kay Swiss                                 |
| Will Kanwischer        | Chet Shaft                                |
| Jarred Wise            | polisofficier Steel Wool                  |

### Cameoroller[16]
| Skådespelare | Karaktär               |
| ------------ | ---------------------- |
| Vince Young  | sig själv (2 episoder) |
| Brett Favre  | sig själv (1 episod)   |

## Produktion
I en video på sin andra kanal "Scott's Stash" från november 2023 berättade Wozniak att produktionen av Scott the Woz sedan seriens start fram tills videons släpp skötts endast av honom själv, inkluderat manusskrivande, regi, inspelning och redigering. I klippet berättar han att detta blivit för mycket och att han runt videons uppladdningsdatum börjat betala sina vänner för att redigera klipp för "Scott's Stash", och att de emellertid även kan komma att hjälpa honom med produktionen av själva serien. Detta eftersom den enligt Wozniak tar mer tid att göra eftersom avsnitten blir längre och kvalitén på innehållet ökar.